# Tulare (Dakota del Sud)
Tulare è un centro abitato (town) degli Stati Uniti d'America, situato nella contea di Spink nello Stato del Dakota del Sud. La popolazione era di 207 persone al censimento del 2010.
Tulare fu progettata nel 1883.

## Geografia fisica
Tulare è situata a 44°44′20″N 98°30′28″W.
Secondo lo United States Census Bureau, ha un'area totale di 0,26 miglia quadrate (0,67 km²).

## Società

### Evoluzione demografica
Secondo il censimento del 2010, c'erano 207 persone.

### Etnie e minoranze straniere
Secondo il censimento del 2010, la composizione etnica della città era formata dal 98,1% di bianchi, lo 0,5% di nativi americani, lo 0,5% di asiatici, e l'1,0% di due o più etnie. Ispanici o latinos di qualunque razza erano lo 0,5% della popolazione.